# ليما غبوي

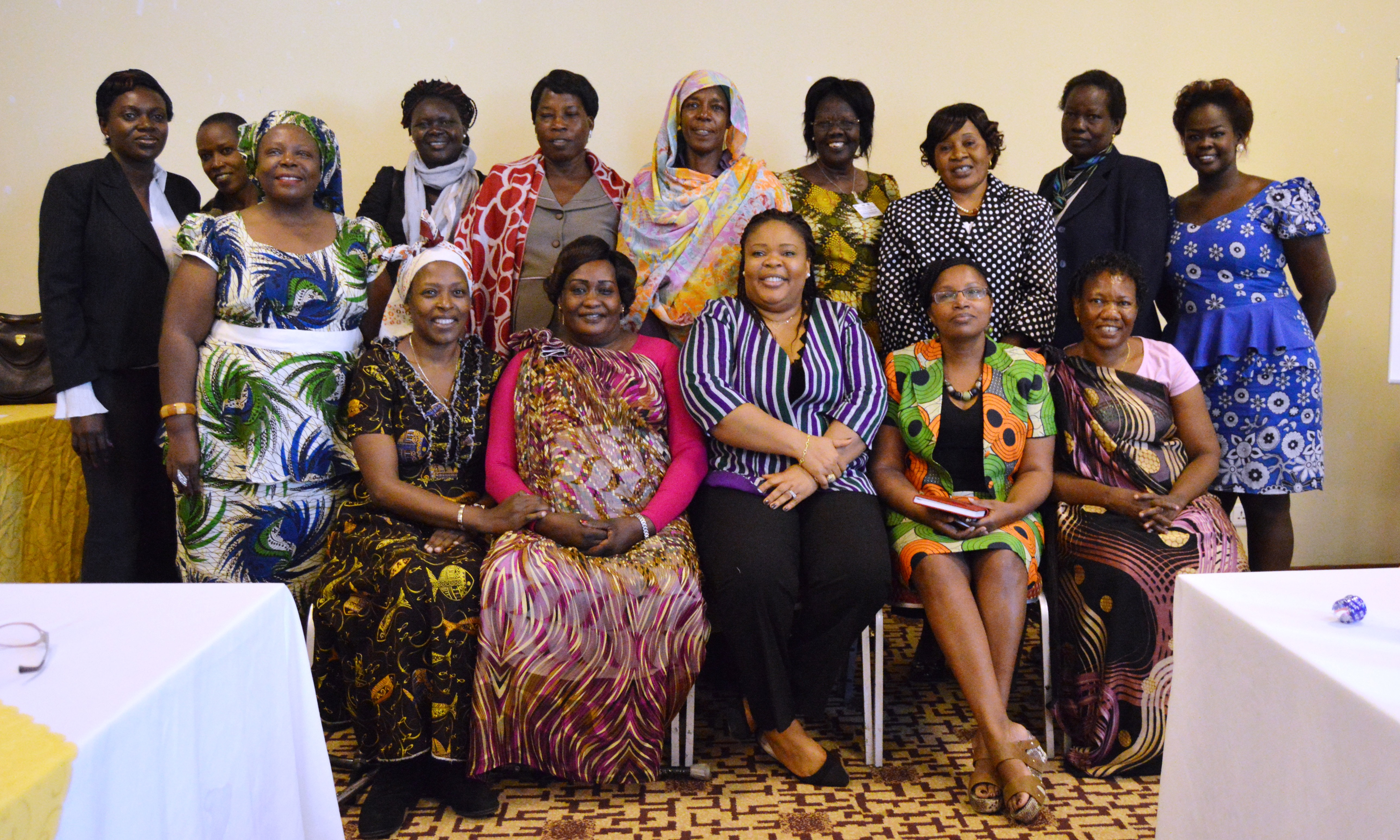
اجتماع فريق العمل مع ليما غبوي الحائزة على جائزة نوبل للسلام لمناقشة موضوع السلام في جنوب السودان

ليما غبوي (بالإنجليزية: Leymah Gbowee) ـ (ولدت في 1 فبراير 1972)، ناشطة سلام ليبيرية. وهي المسؤولة عن حركة السلام التي عملت على وضع حد للحرب الأهلية الثانية في ليبيريا. حازت على جائزة نوبل للسلام بعام 2011 مع مواطنتها الرئيسة إلين جونسون سيرليف واليمنية توكل كرمان وذلك عن دورها في حشد المرأة الليبيرية ضد الحرب الأهلية.

## الدراسة والتدريب
حصلت غبوي على شهادة دبلوم متوسط في العمل الاجتماعي عام 2001 من كلية ماذر باترن للعلوم الصحية في العاصمة الليبيرية مونروفيا، ثم تخرجت بشهادة ماجستير في مجال تحويل الصراعات عام 2007 من الجامعة المينوناتية الشرقية في هاريسونبورغ في ولاية فرجينيا الأمريكية. حصلت أيضًا على شهادة في منع الصراعات وتدريب في مجال تأسيس السلام من معهد الأمم المتحدة للتدريب، ومركز الضحايا المتعافين من صدمات الحرب في الكاميرون، بالإضافة إلى التربية السلمية اللاعنفية في ليبيريا.

## الحياة المهنية
أسست غبوي مؤسسة غبوي للسلام في أفريقيا عام 2012، وهي رئيسة هذه المؤسسة التي تتخذ من مونروفيا مقرًا لها. تؤمن المؤسسة فرصًا تعليمية وقيادية للفتيات والسيدات والشباب في ليبيريا.
إضافة إلى ذلك، عملت غبوي سابقًا مديرة تنفيذية لـ شبكة السلام والأمن النسوية الأفريقية الموجودة في العاصمة الغانية آكرا، تبني هذه الشبكة علاقات على امتداد منطقة غرب أفريقيا بهدف تمكين النساء من منع الصراعات وتجنبها وإنهائها. كانت غبوي من بين الأعضاء المؤسسين، وعملت منسقة سابقة في برنامج النساء في صناعة السلام/شبكة غرب أفريقيا لصناعة السلام. عملت فترة أيضًا مندوبة خاصة للجنة الحقيقة والتسوية الليبيرية. في العامين الدراسيين بين 2013 و2015، شغلت غبوي منصب الزميل المتميز في العدالة الاجتماعية في كلية بارنارد التابعة لجامعة كولمبيا. في عام 2013، سفيرة عالمية لأوكسفام.
تعقد غبوي جلسات دولية بهدف دعم حقوق المرأة والسلام والأمن. في عام 2016، تحدثت غبوي في مسيرة احتجاجية نظمتها مجموعة (نساء يصنعن السلام)، وهي مجموعة شعبية تعمل على دعم اتفاق سلام بين إسرائيل وفلسطين.
بالإضافة إلى ذلك، تعد غبوي داعمة صريحة لمنظمة بعدٌ جديد للأمل غير الربحية التابعة لمواطنها الليبيري إبنزر نورمان، وهي مؤسسة تبني المدارس في ليبيريا. في مايو من عام 2015، كتبت رسائل شخصية للمساهمين في حملة التبرعات الشعبية للمنظمة على موقع إنديغوغو وتحدثت علنيًا في نشاطاتها.
منذ عام 2017، تشغل غبوي منصب مدير تنفيذي لبرنامج نساء السلام والأمن في معهد الأرض التابع لجامعة كولمبيا، وهي عضو مساهم في موقع ذا ديلي بيست.

### المشاركة في علاج الصدمات النفسية
في ربيع عام 1999 وبعد أن أمضت غبوي عامًا في مشروع شفاء الصدمات النفسية، عرفها المشرف عليها الكاهن بارتولوميو بيوه «بي بي» كولي الذي يعمل راهبًا في الكنيسة اللوثرية الليبيرية على صمويل غبايدي دو (الذي لا يمت بصلة قرابة إلى الرئيس الليبيري الذي يشترك معه بالاسم الأول واسم العائلة)، وهو ليبيري «شغوف وذكي» كان قد حصل للتو على شهادة ماجستير من جامعة مسيحية في الولايات المتحدة مختصة بدراسات صناعة السلام.
عمل دو مديرًا تنفيذيًا لأولى منظمات السلام المحلية في أفريقيا، وهي شبكة غرب أفريقيا لصناعة السلام، التي شارك في تأسيسها عام 1998 في غانا. تحت تأثير تشجيع الكاهن اللوثري الذي تدعوه «بي بي»، بدأت غبوي تقرأ الكتب المختصة في مجال صناعة السلام كثيرًا، من أهمها كتاب سياسة المسيح الذي كتبه عالم اللاهوت المينوناتي جون هوارد يودر بالإضافة إلى أعمال «مارتن لوثر كينغ جونيور وغاندي بالإضافة إلى الكاتب الكيني والاختصاصي في مجال الصراعات والتسويات هيزكياس آسيفا».
كتبت غبوي أن بحلول أواخر عام 1999، «كانت شبكة غرب أفريقيا لصناعة السلام تسعى بفاعلية إلى إدخال النساء في مجالات عملها، لذا دُعيت لأحضر مؤتمرًا في غانا». إثر المؤتمر الذي عقدته الشبكة في أكتوبر من عام 2000، التقت غبوي بالنيجيرية ثيلما إكيور، التي كانت «شخصًا ذا مستوى تعليمي جيد، محامية مختصة بالحلول البديلة للنزاعات». أخبرت إكيور غوينبي بنيتها الطلب من شبكة غرب أفريقيا تشكيل مؤسسة نسوية، وتحدثت غوينبي عن هذا الموضوع بقولها: «كانت ثيلما مفكرة، وشخصًا مبدعًا مثل بي بي وسام، لكنها كانت امرأة، مثلي».

خلال عام واحد، تمكنت إكيور من الحصول على تمويل من شبكة غرب أفريقيا لصناعة السلام ونظمت الاجتماع الأول لشبكة النساء في صناعة السلام في العاصمة الغانية آكرا، الذي حضرته غوينبي وقالت عنه:
«كيف أصف الحماس بذلك الاجتماع الأول..؟ كان هناك نساء من سيراليون وغينيا ونيجيريا والسنغال وبوركينا فاسو وتوغو؛ تقريبًا بلدان غرب أفريقيا الستة عشر بأكملها. بطريقتها العبقرية بصمت، كتبت ثيلما يدويًا دليل تدريب تنظيمي حاوٍ على التجارب التي تجتذب اهتمام النساء وتشاركهنّ في النقاشات وتعلمهنّ حول الصراع وحلول الصراعات، وحتى تساعدهن على فهم كيفية المشاركة في مواجهة هذه القضايا».

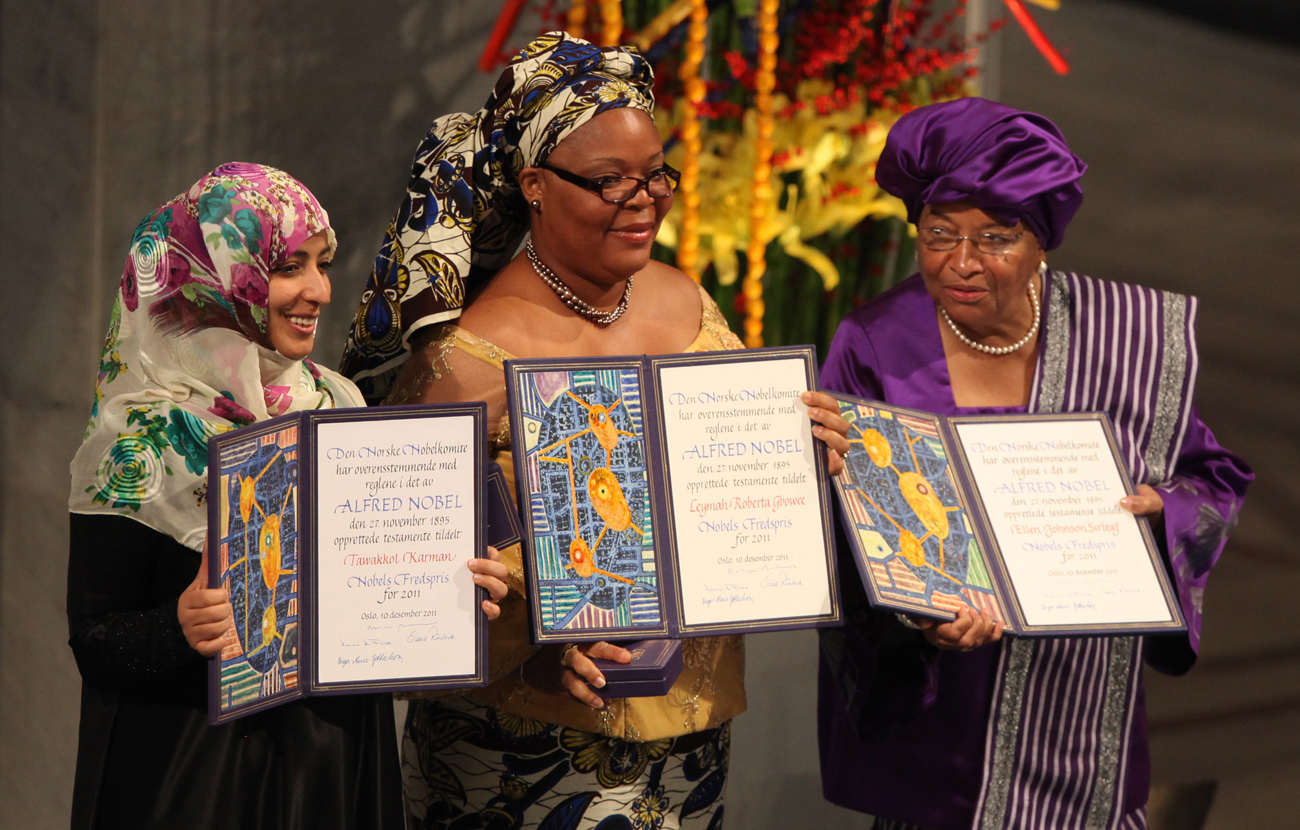
من اليسار إلى اليمين: توكل كرمان وليما غبوي وإلين جونسون سيرليف يعرضون جوائزهم خلال تقديم جائزة نوبل للسلام ، 10 ديسمبر 2011.

في حالة متعاطفة مع النساء الأخريات المتعطشات للسلام، ذكرت غبوي فصولًا مؤلمة من قصة حياتها للمرة الأولى، من ضمنها النوم على الأرض في بهو مشفى برفقة ابنها حديث الولادة لأنها لم تملك أي نقود لدفع التكاليف ولم يكن لديها من يساعدها. «لم يفعل أي أحد في أفريقيا ذلك: التركيز فقط على النساء وفقط على صناعة السلام». أصبحت إكيور مدربة غبوي وصديقتها. كانت أيضًا الشخص الذي أعلن عن إطلاق شبكة النساء في صناعة السلام في ليبيريا وعينت غبوي منسقة لمبادرة نساء ليبيريا. يمكن العودة بمذهب «كنيسة السلام» الفلسفي الذي تبنته غبوي إلى هذه الفترة. يرتبط كل من ثيلما إكيور والكاهن «بي بي» كولي وصمويل غبايدي دو وهيزكياس آسيفا بالجامعة المينوناتية الشرقية في الولايات المتحدة، إما بصفتهم طلابًا سابقين (كما في حالة آسيفا) أو أساتذة عاملين.

## روابط خارجية
- ليما غبوي على موقع IMDb (الإنجليزية)
- ليما غبوي على موقع الموسوعة البريطانية (الإنجليزية)
- ليما غبوي على موقع مونزينجر (الألمانية)
- ليما غبوي على موقع إن إن دي بي (الإنجليزية)
- ليما غبوي على موقع قاعدة بيانات الفيلم (الإنجليزية)
- ليما غبوي على موقع أوليمبيديا (الإنجليزية)